# Eurovision Young Dancers
Der Eurovision Young Dancers war ein alle zwei Jahre stattfindender Tanzwettbewerb. Organisiert wurde er von der Europäischen Rundfunkunion (EBU). An dem Wettbewerb konnten Solotänzer im Alter von 16 bis 21 Jahren teilnehmen. Bewertet wurde ein Solo- und ein Gruppentanz. Die zwei besten Tänzer traten im Finale gegeneinander an.
Im Gegensatz zum Eurovision Song Contest und Junior Eurovision Song Contest entschied beim Eurovision Young Dancers eine international besetzte Fachjury.

## Übersicht der Veranstaltungen
Der Wettbewerb fand regelmäßig seit 1985 statt. Lediglich 2007 und 2009 fand der Wettbewerb nicht statt.
| Jahr   | Gastgeber                      | Teilnehmer                  | Sieger                                               | Zweitplatzierter                     | Drittplatzierter                          |
| ------ | ------------------------------ | --------------------------- | ---------------------------------------------------- | ------------------------------------ | ----------------------------------------- |
| 1985   | Italien, Reggio Emilia         | 11                          | Spanien Arantxa Argüelles                            | Norwegen Arne Fagerholt              | Schweden Mia Stagh & Göran Svalberg       |
| 1987   | Deutschland, Schwetzingen      | 14                          | Dänemark Rose Gad Poulsen & Nikolaj Hübbe            | Schweiz Frédéric Gafner              | Deutschland Stefanie Arndt                |
| 1989 1 | Frankreich, Paris              | 17                          | Frankreich Agnès Letestu                             | –                                    | –                                         |
| 1989 1 | Frankreich, Paris              | 17                          | Vereinigtes Königreich Tetsuya Kumakawa              | –                                    | –                                         |
| 1991   | Finnland, Helsinki             | 15                          | Spanien Amaya Iglesias                               | Frankreich Emmanuel Thibault         | Dänemark Johan Kobborg                    |
| 1993   | Schweden, Stockholm            | 15                          | Spanien Zenaida Yanowsky                             | Schweiz Kusha Alexi-Angst            | Frankreich Raphaëlle Delaunay-Belleville  |
| 1993   | Schweden, Stockholm            | 15                          | Spanien Zenaida Yanowsky                             | Schweiz Kusha Alexi-Angst            | Österreich Gregor Hatala                  |
| 1995   | Schweiz, Lausanne              | 15                          | Spanien Jesús Pastor Sahuquillo & Ruth Miró Salvador | Schweden Nadja Sellrup               | Belgien Jeroen Hofmans                    |
| 1997   | Polen, Gdynia                  | 13                          | Spanien Antonio Carmena San José                     | Belgien Alain Honorez                | Schweden Tim Matiakis                     |
| 1999   | Frankreich, Lyon               | 16                          | Deutschland Yohan Stegli & Katja Wünsche             | Schweden Nathalie Nordquist          | Spanien Clara Blanco                      |
| 2001   | Vereinigtes Königreich, London | 18                          | Polen David Kupinski & Marcin Kupinski               | Belgien Jeroen Verbruggen            | Niederlande Maartje Hermans & Golan Yosef |
| 2003 2 | Niederlande, Amsterdam         | 17                          | Schweden Kristina Oom & Sebastian Michanek           | –                                    | –                                         |
| 2003 2 | Niederlande, Amsterdam         | 17                          | Tschechien Monika Hejduková & Viktor Konvalinka      | –                                    | –                                         |
| 2003 2 | Niederlande, Amsterdam         | 17                          | Ukraine Jerlin Ndudi                                 | –                                    | –                                         |
| 2005   | Polen, Warschau                | 13                          | Niederlande Milou Nuyens                             | Polen Elena Karpuhina & Michał Wylot | Belgien Marjorie Lenain                   |
| 2007   | Wettbewerb fand nicht statt    | Wettbewerb fand nicht statt | Wettbewerb fand nicht statt                          | Wettbewerb fand nicht statt          | Wettbewerb fand nicht statt               |
| 2009   | Wettbewerb fand nicht statt    | Wettbewerb fand nicht statt | Wettbewerb fand nicht statt                          | Wettbewerb fand nicht statt          | Wettbewerb fand nicht statt               |
| 2011   | Norwegen, Oslo                 | 10                          | Norwegen Daniel Sarr                                 | Slowenien Petra Zupancic             | –                                         |
| 2013   | Polen, Danzig                  | 10                          | Niederlande Sedrig Verwoert                          | Deutschland Felix Berning            | –                                         |
| 2015   | Tschechien, Pilsen             | 10                          | Polen Viktoria Nowak                                 | Slowenien Staša Tušar                | –                                         |
| 2017   | Tschechien, Prag               | 09                          | Polen Paulina Bidzinska                              | Slowenien Patricija Crnkovič         | –                                         |
| 2019   | Wettbewerb fand nicht statt    | Wettbewerb fand nicht statt | Wettbewerb fand nicht statt                          | Wettbewerb fand nicht statt          | Wettbewerb fand nicht statt               |
| 2021   | Wettbewerb fand nicht statt    | Wettbewerb fand nicht statt | Wettbewerb fand nicht statt                          | Wettbewerb fand nicht statt          | Wettbewerb fand nicht statt               |

### Medaillenspiegel

Gewinner des Wettbewerbes

Im Folgenden ist der Medaillenspiegel dargestellt, der die erfolgreichsten Länder im Wettbewerb bis ins Jahr 2017 zeigt. Mit fünf Siegen und einem dritten Platz war Spanien das erfolgreichste Teilnehmerland des Wettbewerbes.
| Platz | Land                   | Gold | Silber | Bronze | Gesamt |
| ----- | ---------------------- | ---- | ------ | ------ | ------ |
| 1.    | Spanien                | 5    | 0      | 1      | 6      |
| 2.    | Polen                  | 3    | 1      | 0      | 4      |
| 3.    | Niederlande            | 2    | 0      | 1      | 3      |
| 4.    | Schweden               | 1    | 2      | 2      | 5      |
| 5.    | Deutschland            | 1    | 1      | 1      | 3      |
| 5.    | Frankreich             | 1    | 1      | 1      | 3      |
| 7.    | Norwegen               | 1    | 1      | 0      | 2      |
| 8.    | Dänemark               | 1    | 0      | 1      | 2      |
| 9.    | Tschechien             | 1    | 0      | 0      | 1      |
| 9.    | Ukraine                | 1    | 0      | 0      | 1      |
| 9.    | Vereinigtes Königreich | 1    | 0      | 0      | 1      |
| 12.   | Slowenien              | 0    | 3      | 0      | 3      |
| 13.   | Belgien                | 0    | 2      | 2      | 4      |
| 14.   | Schweiz                | 0    | 2      | 0      | 2      |
| 15.   | Österreich             | 0    | 0      | 1      | 1      |

## Teilnehmer

mindestens eine Teilnahme
EBU-Mitglieder ohne Teilnahme
bisher nicht als eigenes Land angetreten

Um am EYD teilnehmen zu können, hätte der jeweilige teilnehmende Sender Teil der EBU sein müssen. Von 1985 bis 2017 haben insgesamt 36 Länder am EYD teilgenommen. Die meisten Teilnahmen hatte Schweden mit insgesamt 15 Stück. Schweden war außerdem das einzige Land, das an jeder Ausgabe des EYD teilgenommen hat. Kanada stellte hier einen besonderen Fall dar, da es das einzige nordamerikanische Land war, dass je an einer Eurovision Veranstaltung teilgenommen hat. In der folgenden Übersicht sind alle 36 Teilnehmer dargestellt. Die nicht markierten Ländern sind aktive Teilnehmer. Die markierten Teilnehmer hingegen sind inaktive Teilnehmer.
| Land                   | Debüt | Absage           | Rückkehr   | Teilnahmen | Siege | Rundfunk                     |
| ---------------------- | ----- | ---------------- | ---------- | ---------- | ----- | ---------------------------- |
| Albanien               | 2015  | 2017             |            | 1          | 0     | RTSH                         |
| Armenien               | 2003  | 2005, 2015       | 2013       | 2          | 0     | ARMTV                        |
| Belgien                | 1985  | 2011             |            | 11         | 0     | RTBF, VRT                    |
| Bulgarien              | 1991  | 1993             |            | 1          | 0     | BNT                          |
| Dänemark               | 1987  | 1995             |            | 4          | 1     | DR                           |
| Deutschland            | 1985  | 2003             | 2011       | 13         | 1     | WDR, ZDF                     |
| Estland                | 1993  | 1995, 1999, 2005 | 1997, 2001 | 4          | 0     | ERR                          |
| Finnland               | 1985  | 2011             |            | 11         | 0     | YLE                          |
| Frankreich             | 1985  | 1997, 2001       | 1999       | 7          | 1     | Mezzo TV, France Télévisions |
| Griechenland           | 1993  | 2013             |            | 8          | 0     | ERT                          |
| Irland                 | 2001  | 2003             |            | 1          | 0     | RTÉ                          |
| Italien                | 1985  | 1993             |            | 4          | 0     | Rai                          |
| Jugoslawien 3          | 1987  | 1993             |            | 3          | 0     | JRT                          |
| Kanada                 | 1987  | 1991             |            | 2          | 0     | CBC                          |
| Kosovo                 | 2011  | 2013             |            | 1          | 0     | RTK                          |
| Kroatien               | 2011  | 2013             |            | 1          | 0     | HRT                          |
| Lettland               | 1997  | 2011             |            | 5          | 0     | LTV                          |
| Malta                  | 2015  |                  |            | 2          | 0     | PBS                          |
| Niederlande            | 1985  | 1993, 2017       | 1999       | 11         | 2     | NOS, NPS, NPO                |
| Norwegen               | 1985  | 1997             | 2001       | 13         | 1     | NRK                          |
| Österreich             | 1987  | 1991, 1997, 2003 | 1993, 2001 | 5          | 0     | ORF                          |
| Polen                  | 1993  |                  |            | 11         | 3     | TVP                          |
| Portugal               | 1989  | 1993, 2013       | 2011, 2017 | 4          | 0     | RTP                          |
| Rumänien               | 2003  | 2011             |            | 2          | 0     | TVR                          |
| Russland               | 1995  | 1997             |            | 1          | 0     | RTR                          |
| Schweden               | 1985  |                  |            | 15         | 1     | SVT                          |
| Schweiz                | 1985  | 1997, 2005       | 1999       | 9          | 0     | RTSI, SF, SRG SSR, TSR       |
| Slowakei               | 1997  | 1999, 2017       | 2015       | 2          | 0     | STV                          |
| Slowenien              | 1993  |                  |            | 11         | 0     | RTV SLO                      |
| Spanien                | 1985  | 2001             |            | 8          | 5     | RTVE                         |
| Tschechien             | 1999  | 2011             | 2013       | 7          | 1     | ČT                           |
| Ukraine                | 2001  | 2005, 2015       | 2013       | 3          | 1     | UA:Suspilne                  |
| Ungarn                 | 1995  | 2001             |            | 3          | 0     | MTV                          |
| Vereinigtes Königreich | 1985  | 1991, 2011       | 1999       | 7          | 1     | BBC                          |
| Weißrussland           | 2013  | 2015             |            | 1          | 0     | BTRC                         |
| Zypern                 | 1989  | 2011             |            | 9          | 0     | CyBC                         |

## Veranstaltungsort

Länder, die mindestens einen Wettbewerb ausgerichtet haben
Länder, die mehr als einen Wettbewerb ausgerichtet haben

Im Gegensatz zum Eurovision Song Contest wurde die Austragung des EYD über ein Bewerbungsverfahren der EBU entschieden. Insgesamt fanden die 15 Ausgaben des EYM in 11 verschiedenen Ländern statt. Am häufigsten hat dabei Polen den Wettbewerb ausgerichtet mit insgesamt drei Mal. Tschechien hatte 2015 und 2017 den Wettbewerb ausgerichtet und war damit das einzige Land, das den Wettbewerb zwei Mal in Folge ausrichtete.
| Ausgerichtete Wettbewerbe | Land                   | Stadt         | Gebäude                     | Jahr(e) |
| ------------------------- | ---------------------- | ------------- | --------------------------- | ------- |
| 3                         | Polen                  | Gdynia        | Teatr Muzyczny              | 1997    |
| 3                         | Polen                  | Warschau      | Nationaltheater Warschau    | 2005    |
| 3                         | Polen                  | Danzig        | Baltische Staatsoper        | 2013    |
| 2                         | Frankreich             | Paris         | Palais des congrès de Paris | 1989    |
| 2                         | Frankreich             | Lyon          | Opéra National de Lyon      | 1999    |
| 2                         | Tschechien             | Pilsen        | Neues Theater               | 2015    |
| 2                         | Tschechien             | Prag          | Kongresszentrum Prag        | 2017    |
| 1                         | Italien                | Reggio Emilia | Teatro Municipale           | 1985    |
| 1                         | Deutschland            | Schwetzingen  | Schlosstheater Schwetzingen | 1987    |
| 1                         | Finnland               | Helsinki      | Helsinki Stadttheater       | 1991    |
| 1                         | Schweden               | Stockholm     | Dansens Hus                 | 1993    |
| 1                         | Schweiz                | Lausanne      | Palais de Beaulieu          | 1995    |
| 1                         | Vereinigtes Königreich | London        | Royal Opera House           | 2001    |
| 1                         | Niederlande            | Amsterdam     | Stadsschouwburg Amsterdam   | 2003    |
| 1                         | Norwegen               | Oslo          | Dansens Hus                 | 2011    |